# Seznam dílů seriálu Zákon a pořádek: Los Angeles
Toto je seznam dílů seriálu Zákon a pořádek: Los Angeles.

## Přehled řad
| Řada | Díly | Premiéra v USA | Premiéra v USA    | Premiéra v ČR      | Premiéra v ČR  |
| Řada | Díly | První díl      | Poslední díl      | První díl          | Poslední díl   |
| ---- | ---- | -------------- | ----------------- | ------------------ | -------------- |
| 1    | 22   | 29. září 2010  | 11. července 2011 | 23. listopadu 2011 | 2. května 2012 |

## Seznam dílů

### První řada (2010–2011)
| Č. v seriálu | Původní název   | Český název      | Režie               | Scénář                                 | Premiéra v USA     | Premiéra v ČR      |
| ------------ | --------------- | ---------------- | ------------------- | -------------------------------------- | ------------------ | ------------------ |
| 1            | Hollywood       | Hollywood        | Allen Coulter       | námět: Dick Wolf scénář: Blake Masters | 29. září 2010      | 23. listopadu 2011 |
| 2            | Echo Park       | Echo Park        | Alex Chapple        | Peter Blauner                          | 6. října 2010      | 30. listopadu 2011 |
| 3            | Harbor City     | Harbor City      | Nick Gomez          | Judith McCreary                        | 13. října 2010     | 7. prosince 2011   |
| 4            | Sylmar          | Sylmar           | Constantine Makris  | Richard Sweren                         | 20. října 2010     | 14. prosince 2011  |
| 5            | Pasadena        | Pasadena         | Roger Young         | Debra J. Fisher                        | 3. listopadu 2010  | 21. prosince 2011  |
| 6            | Hondo Field     | Hondo Field      | Ed Bianchi          | Michael S. Chernuchin                  | 10. listopadu 2010 | 4. ledna 2012      |
| 7            | Ballona Creek   | Ballona Creek    | Vincent Misiano     | Richard Sweren                         | 17. listopadu 2010 | 11. ledna 2012     |
| 8            | Playa Vista     | Záletný golfista | Jean de Segonzac    | Julie Martin                           | 1. prosince 2010   | 18. ledna 2012     |
| 9            | Zuma Canyon     | Zuma kaňon       | Tom DiCillo         | Richard Sweren                         | 11. dubna 2011     | 25. ledna 2012     |
| 10           | Silver Lake     | Silver Lake      | Christopher Misiano | Peter Blauner                          | 11. dubna 2011     | 1. února 2012      |
| 11           | East Pasadena   | East Pasadena    | Christopher Misiano | Richard Sweren                         | 18. dubna 2011     | 8. února 2012      |
| 12           | Benedict Canyon | Benedict kaňon   | Alex Chapple        | Michael S. Chernuchin                  | 25. dubna 2011     | 15. února 2012     |
| 13           | Reseda          | Reseda           | Alex Chapple        | David Matthews                         | 2. května 2011     | 22. února 2012     |
| 14           | Runyon Canyon   | Runyon kaňon     | Roger Young         | Michael S. Chernuchin                  | 9. května 2011     | 29. února 2012     |
| 15           | Hayden Tract    | Hayden Tract     | René Balcer         | René Balcer                            | 16. května 2011    | 14. března 2012    |
| 16           | Big Rock Mesa   | Big Rock Mesa    | Helen Shaver        | Julie Martin                           | 23. května 2011    | 21. března 2012    |
| 17           | Angel's Knoll   | Angel's Knoll    | Vincent Misiano     | Peter Blauner                          | 25. května 2011    | 28. března 2012    |
| 18           | Plummer Park    | Plummer Park     | Milan Cheylov       | René Balcer                            | 30. května 2011    | 4. dubna 2012      |
| 19           | Carthay Circle  | Carthay Circle   | Rod Holcomb         | Debra J. Fisher                        | 6. června 2011     | 11. dubna 2012     |
| 20           | El Sereno       | El Sereno        | Jean de Segonzac    | Peter Blauner                          | 20. června 2011    | 18. dubna 2012     |
| 21           | Van Nuys        | Van Nuys         | Vincent Misiano     | Julie Martin                           | 27. června 2011    | 25. dubna 2012     |
| 22           | Westwood        | Westwood         | Christine Moore     | Julie Martin                           | 11. července 2011  | 2. května 2012     |